# Lithium (песня Evanescence)
«Lithium» (рус. Литий) — второй сингл рок-группы Evanescence из студийного альбома The Open Door. Впервые был выпущен в Великобритании 4 декабря 2006 года, а потом и в других странах. Не имеет ничего общего с песней Nirvana, написанной в 1992 году. При выпуске сингла "Lithium" все фанаты были встревожены появлением в трек-листе новой песни "Ecotone", о которой ничего не было известно. Через некоторое время всё встало на свои места. Официальный представитель группы подтвердил, что у Evanescence никогда не было и нет песни с таким названием.

## О названии песни
Многие русскоязычные фанаты не совсем понимают смысл песни «Lithium» в силу того, что под литием они понимают только химический элемент. Препараты лития применяются в психиатрии для стабилизации настроения людей, страдающих биполярным расстройством и частыми перепадами настроения. Он эффективен в предотвращении мании или депрессии и уменьшает риск суицида. А так как источником вдохновения для песни стал разрыв отношений Эми с её экс-бойфрендом Шоном Морганом, то смысл песни становится предельно понятным.
Эми описывает песню:
Я написала припев на гитаре, когда мне было 16. Я всегда считала, что он классный, но не могла найти ему применение. Я начала играть на фортепиано, и куплеты пришли сами по себе. В моей голове спрятано много идей, которые, возможно, я когда-нибудь использую. В какой-то степени это старая песня, но не совсем. Она стала более взрослой.

## Музыкальное видео

Эми в клипе Lithium

Видео снимали в начале ноября 2006 года. Идея для клипа принадлежит Эми Ли. В клипе можно увидеть 2 Эми. Эми, одетая в белое - счастье, а Эми, одетая в чёрное, под водой, - печаль. Они не могут понять как им ужиться вдвоём.
В клипе снялись: Эми Ли , Терри Бальзамо , Джон ЛеКомпт , Рокки Грей , Тим МакКорд
Первый клип при участии Тима.

## Список композиций
Сингл (Part 1)
| №  | Название                           | Автор(ы) | Длительность |
| -- | ---------------------------------- | -------- | ------------ |
| 1. | «Lithium»                          | Эми Ли   | 3:44         |
| 2. | «The Last Song I'm Wasting On You» | Эми Ли   | 4:07         |

Макси-сингл (Part 2)
| №  | Название                                     | Автор(ы)             | Длительность |
| -- | -------------------------------------------- | -------------------- | ------------ |
| 1. | «Lithium»                                    | Эми Ли               | 3:44         |
| 2. | «The Last Song I'm Wasting On You»           | Эми Ли               | 4:07         |
| 3. | «All That I'm Living For» (Acoustic version) | Эми Ли, Джон ЛеКомпт | 4:33         |
| 4. | «Lithium» (Video/Acoustic version)           | Эми Ли               | 3:50         |

7" Vinyl Picture Disc
| №  | Название                           | Автор(ы) | Длительность |
| -- | ---------------------------------- | -------- | ------------ |
| 1. | «Lithium»                          | Эми Ли   | 3:44         |
| 2. | «The Last Song I'm Wasting On You» | Эми Ли   | 4:07         |

## Позиции в чартах
| Чарт (2006/2007)                              | Позиция |
| --------------------------------------------- | ------- |
| U.S. Billboard Bubbling Under Hot 100 Singles | 24      |
| U.S. Billboard Hot Mainstream Rock Tracks     | 39      |
| U.S. Billboard Hot Modern Rock Tracks         | 37      |
| Australia ARIA Singles Chart                  | 15      |
| Austria Singles Top 75                        | 41      |
| Czech IFPI Chart                              | 18      |
| Germany Singles Top 100 Chart                 | 44      |
| Ireland Singles Top 50 Chart                  | 30      |
| Israel Galgalatz Israel Top 20                | 1       |
| Italy Singles Top 50                          | 2       |
| New Zealand Singles Top 40                    | 16      |
| Netherlands Mega Single Top 100               | 55      |
| Spain Los 40 Principales                      | 10      |
| Sweden Singles Top 60 Chart                   | 23      |
| Switzerland Singles Top 100 Chart             | 40      |
| UK Singles Top 75                             | 32      |